# Pornograffitti
Extreme II: Pornograffitti (A Funked Up Fairy Tale) är ett studioalbum av det amerikanska hårdrocksbandet Extreme den 7 augusti 1990. Albumet släpptes i en ny utgåva den 20 januari 2015 för att fira 25 år gått sedan albumet släpptes.

## Låtlista
| Nr           | Titel                                          | Längd |
| ------------ | ---------------------------------------------- | ----- |
| 1.           | Decadence Dance                                | 6:53  |
| 2.           | Li'l Jack Horny                                | 4:56  |
| 3.           | When I'm President                             | 4:26  |
| 4.           | Get the Funk Out (duett med Pat Travers)       | 4:28  |
| 5.           | More Than Words                                | 5:40  |
| 6.           | Money (in God We Trust)                        | 4:15  |
| 7.           | It('s a Monster)                               | 4:28  |
| 8.           | Pornograffitti                                 | 6:20  |
| 9.           | When I First Kissed You                        | 4:03  |
| 10.          | Suzi (Wants Her All Day What?)                 | 3:43  |
| 11.          | He-Man Woman Hater                             | 6:23  |
| 12.          | Song for Love                                  | 6:00  |
| 13.          | Hole Hearted (förekommer inte på vinylutgåvan) | 3:43  |
| Total längd: | Total längd:                                   | 65:18 |

| 1.  | More Than Words [Remix]                  |  |
| 2.  | Nice Place To Visit                      |  |
| 3.  | More Than Words [Edit]                   |  |
| 4.  | Decadence Dance [Edit]                   |  |
| 5.  | Money (in God We Trust) [Edit]           |  |
| 6.  | More Than Words [Non Percussion Version] |  |
| 7.  | Get the Funk Out [What the Funk? Mix]    |  |
| 8.  | More Than Words [A Cappella with Congas] |  |
| 9.  | Get the Funk Out [12" Remix]             |  |
| 10. | Sex N' Love                              |  |